# مایکل استور
مایکل استور (انگلیسی: Michael Astour; ۱۷ دسامبر ۱۹۱۶ – ۷ اکتبر ۲۰۰۴) اهل اوکراین بود. استاد زبان ییدیش و ادبیات روسی در دانشگاه برندایس و از سال ۱۹۶۹ استاد تاریخ (تمدن کلاسیک و خاور نزدیک باستان) در دانشگاه ادواردزویل، ایلینوی بود.